# Porpema prunella
Porpema prunella is een hydroïdpoliep uit de familie Porpitidae. De poliep komt uit het geslacht Porpema. Porpema prunella werd in 1888 voor het eerst wetenschappelijk beschreven door Haeckel. 